# Pastinacopsis
Pastinacopsis es un género monotípico de planta herbácea perteneciente a la familia Apiaceae. Su única especie es: Pastinacopsis glacialis.

## Taxonomía
Pastinacopsis glacialis fue descrita por  Vitalĭĭ Petrovich Goloskokov y publicado en Bot. Mater. Gerb. Bot. Inst. Komarova Akad. Nauk S.S.S.R. 12: 198. 1950
Sinonimia
- Pastinaca glacialis (Golosk.) M.Hiroe	[2]